# انفوفيرتيد
انفوفيرتيد (بالإنجليزية: Enfuvirtide)‏ هو مركب كيميائي يستخدم كدواء من فئة الأدوية المثبطة لاندماج وإدخال فيروس نقص المناعة البشرية الإيدز 